# Merkonomernes Hovedorganisation
 Merkonomernes Hovedorganisation er en faglig forening for merkonomer, handels- og akademiuddannede.
Foreningen blev startet i 1982 af merkonomuddannede, der ønskede en uafhængig service- og interesseorganisation. Fra starten blev foreningen døbt Samarbejdende Merkonomer. Der kom et navneskift i 1998, hvor foreningen fik navnet Merkonomernes Hovedorganisation.
Navneændringen skulle ses i lyset af, at man ville markere, at Merkonomernes Hovedorganisation nu var langt den største organisation, der varetager merkonomernes interesser.
Historisk set er Merkonomernes Hovedorganisation en udbrydergruppe fra Dansk Merkonomforening. Bruddet opstod, fordi gruppen bag Merkonomernes Hovedorganisation ønskede en selvstændig A-kasse tilknyttet foreningen.
I 2010 gik Merkonomernes Hovedorganisation ind i et samarbejde med  Min a-kasse. Dette skete sammen med en række andre mindre og mellemstore faglige foreninger. Dette har vist sig at være en rigtig beslutning, idet Min a-kasse gentagne gange er blevet kåret til den a-kasse, der har størst brugertilfredshed. 
Merkonomernes Hovedorganisation udgav tidligere medlemsbladet Merkonombladet, men det er nu erstattet af et månedligt nyhedsbrev, der er gratis for alle interesserede.
Formand for Merkonomernes Hovedorganisation er Bill T. Brodersen.